# 쯔차

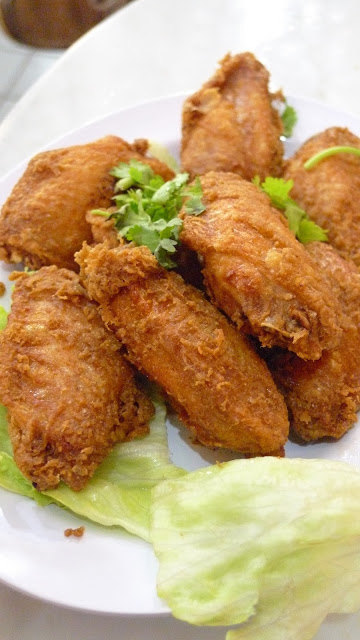
하청가이

쯔차(싱글리시: zi char, 민난어 백화자: chú-chhá, 한자: 煮炒, 차오저우어: ze2 ca2)는 싱가포르의 요리 양식이다. 주로 가정식에 가까운 저렴한 길거리 음식을 파는 노점, 또는 그런 노점에서 파는 음식을 가리키는 말이었다.

## 사진

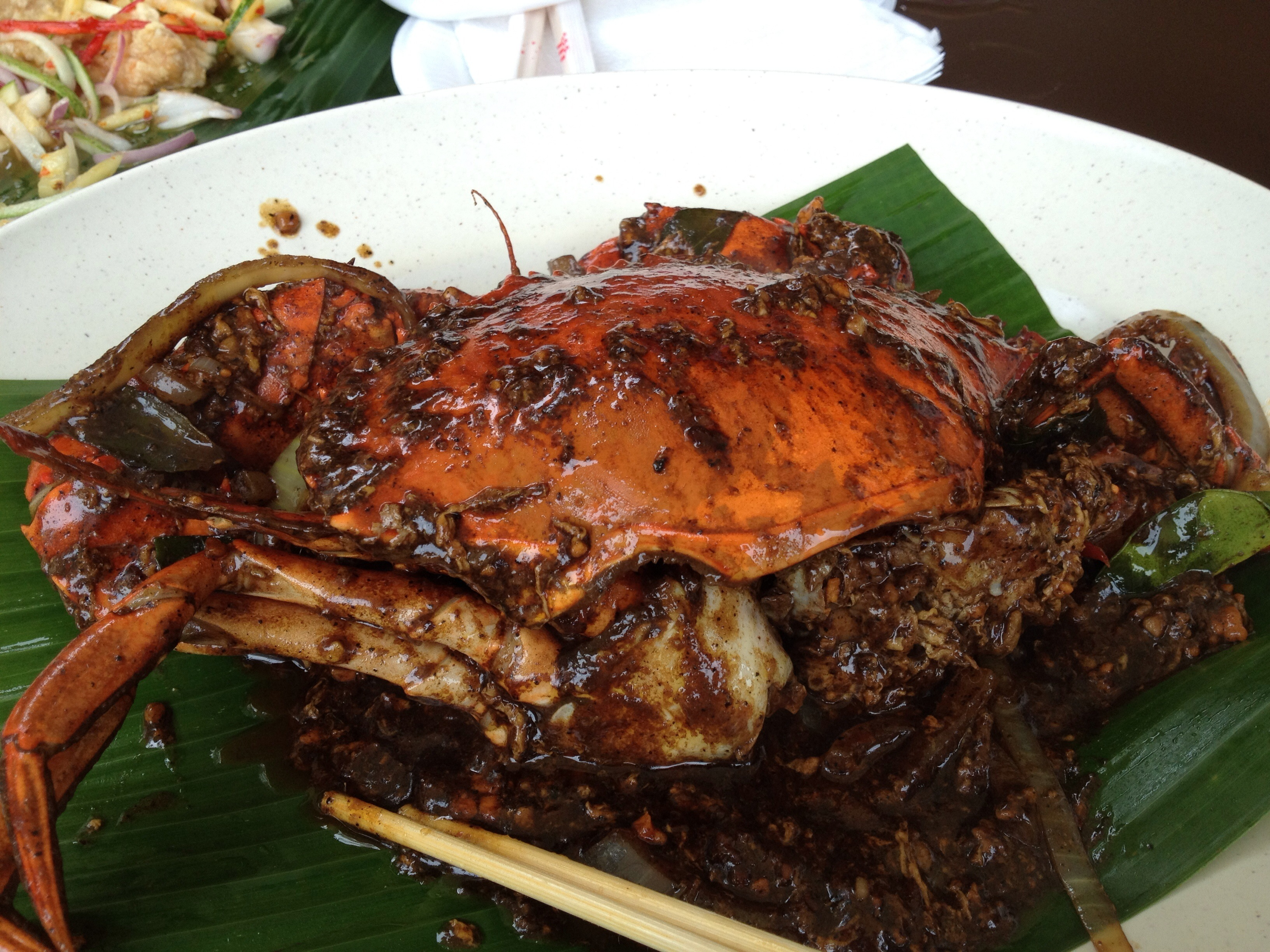
블랙 페퍼 크래브
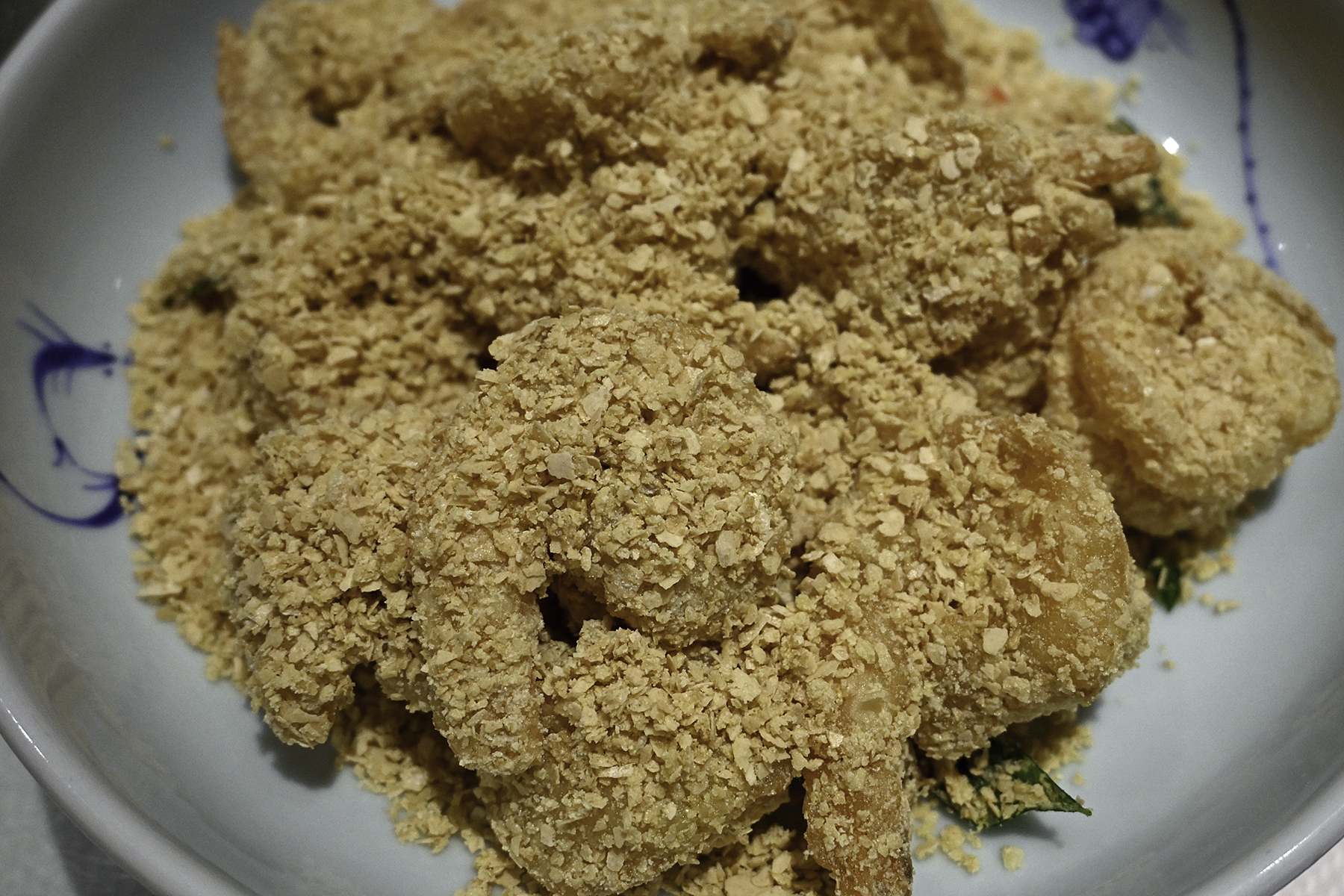
시리얼 프론
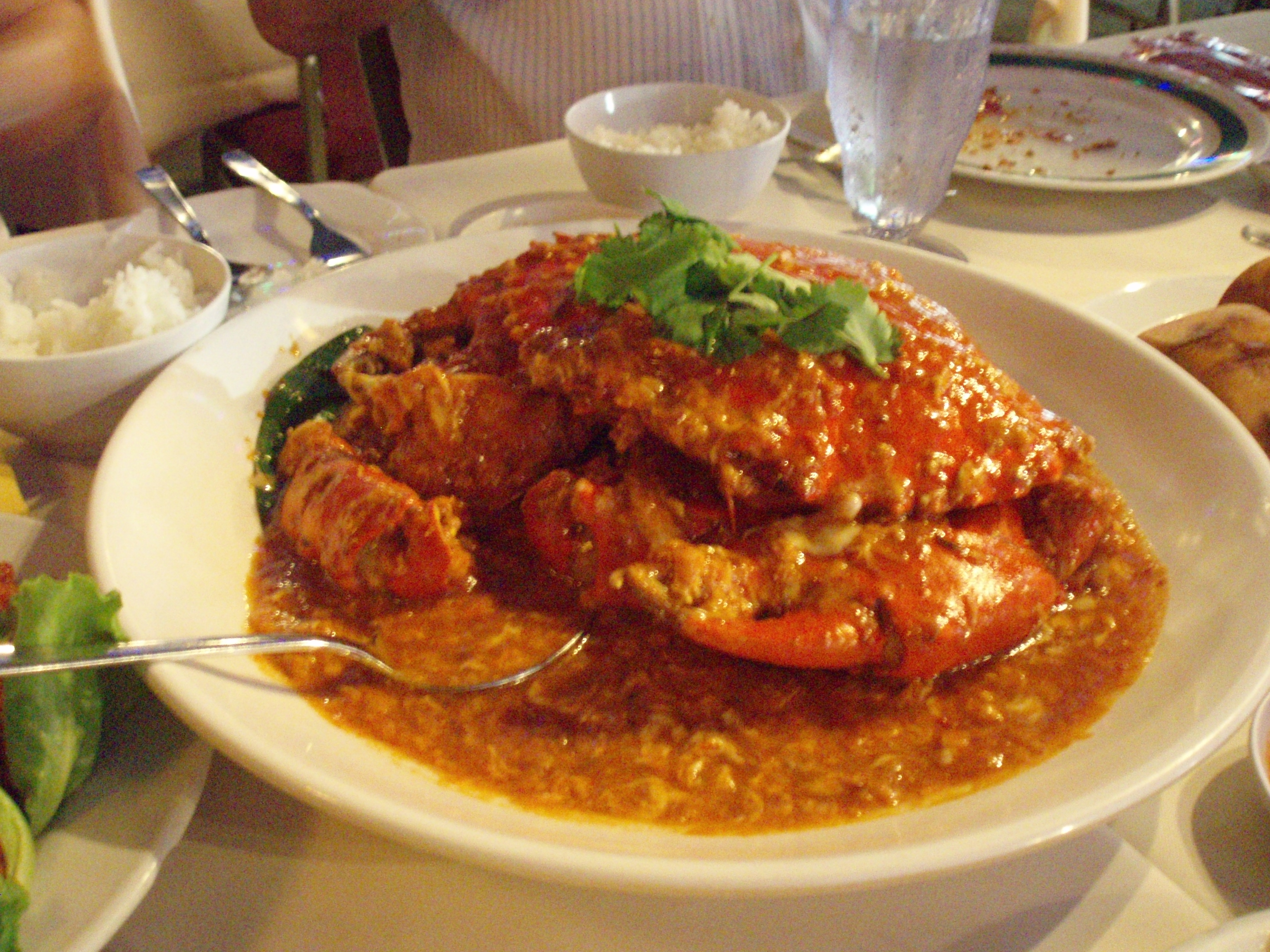
칠리 크래브
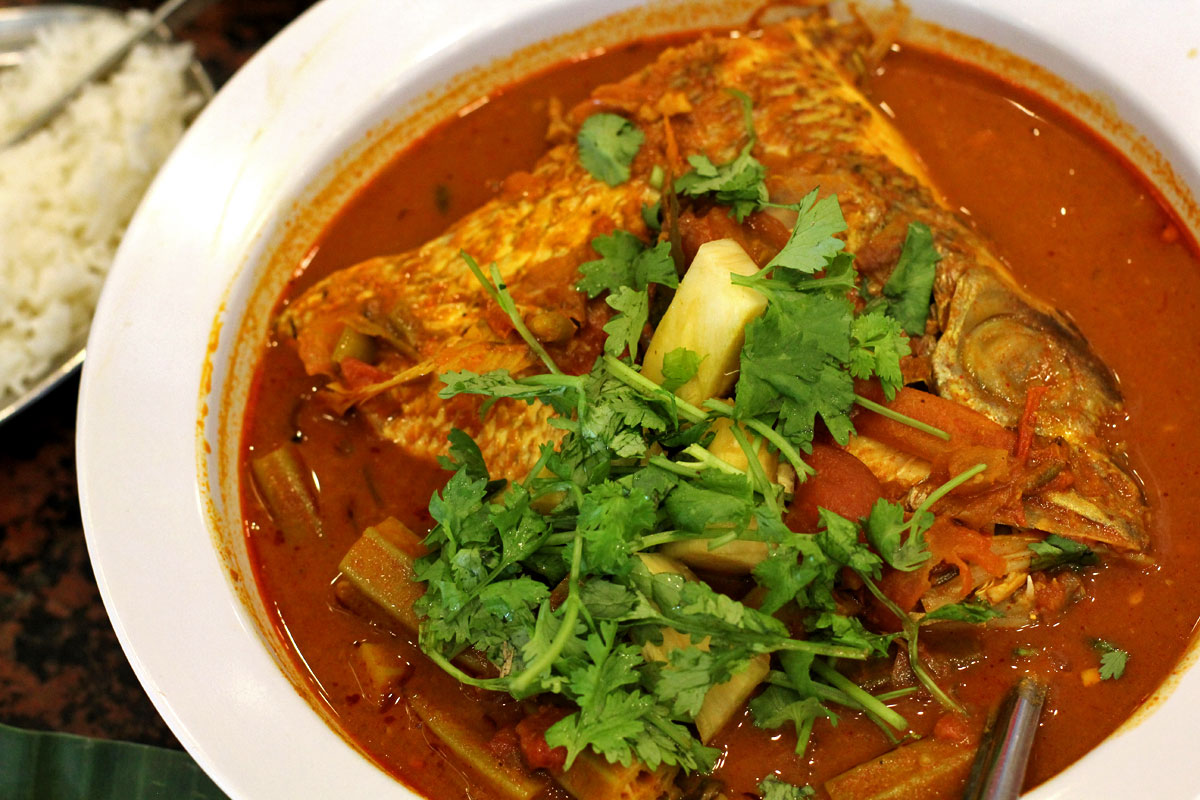
피시 헤드 커리